# Jerzy Gierula
Jerzy Kazimierz Gierula (ur. 20 lutego 1917 w Krakowie, zm. 14 stycznia 1975 tamże) – polski fizyk, członek korespondent Polskiej Akademii Nauk, profesor Akademii Górniczo-Hutniczej w Krakowie, badacz fizyki cząstek elementarnych i jądra atomowego.

## Życiorys
W 1935 ukończył Gimnazjum im. A. Witkowskiego w Krakowie i w tym samym roku rozpoczął studia fizyczne na Uniwersytecie Jagiellońskim, które przerwał wybuch II wojny światowej.
W czasie okupacji niemieckiej pracował jako zegarmistrz oraz kontynuował studia konspiracyjnie (1942–1944).
W 1945 ukończył studia i rozpoczął pracę jako asystent w Katedrze Fizyki Doświadczalnej UJ. W latach 1949–1950 odbył studia uzupełniające w Zurychu. W 1950 obronił pracę doktorską Angular distribution of Compton coincidenses napisaną pod kierunkiem Mariana Mięsowicza i rozpoczął pracę w Akademii Górniczo-Hutniczej w Krakowie, jako adiunkt w II Katedrze Fizyki. W latach 1951–1956 był kierownikiem Katedry Fizyki w Wojskowej Akademii Technicznej w Warszawie.
Od 1956 pracował w Instytucie Badań Jądrowych w Warszawie, gdzie do 1969 kierował Pracownią Emulsyjną, równocześnie od 1958 był pracownikiem Akademii Górniczo-Hutniczej, w 1961 otrzymał tytuł profesora nadzwyczajnego, w 1969 tytuł profesora zwyczajnego. Od 1969 do śmierci pracował w krakowskim oddziale Instytutu Badań Jądrowych, jako kierownik Zakładu Fizyki Jądrowej Wysokich i Średnich Temperatur.
W swoich badaniach zajmował się fizyką cząstek elementarnych i jądra atomowego. M.in. w latach 50. uczestniczył w badaniach własności hiperjąder, a w latach 60. w międzynarodowych badaniach związanych ze statystyczną analizą zderzeń protonów o najwyższych energiach; opracował tzw. dwukomponentowy model zderzeń.
Od 1969 był członkiem korespondentem Polskiej Akademii Nauk.
Jego siostrą była Danuta Gierulanka.
Zmarł w Krakowie, pochowany na cmentarzu Rakowickim (kwatera LXV-4-40).

## Ordery i odznaczenia
- Krzyż Komandorski Orderu Odrodzenia Polski (1972)
- Krzyż Kawalerski Orderu Odrodzenia Polski (1964)
- Medal 10-lecia Polski Ludowej (1955)
- Medal Mariana Smoluchowskiego (1970)[5]

## Nagrody
- Nagroda Państwowa III stopnia (zespołowa) za osiągnięcia w zespołowych badaniach nad promieniami kosmicznymi (1952)[6]